# Das hohe Lied (Bruckner)
Das hohe Lied, WAB 74 ist ein weltliches Chorwerk für doppelten Männerchor und drei Solisten, das Anton Bruckner 1876 nach einem Text von Heinrich von der Mattig komponierte.

## Geschichte
Bruckner komponierte Das hohe Lied nach einem Text von Heinrich von der Mattig am 31. Dezember 1876 als Hommage an den Wiener Akademischen Gesangverein. Das Hohelied ist eine deutsche Bezeichnung fürs Hoheslied, das möglicherweise eine beabsichtigte Anspielung ist.
Während der Proben fiel es dem Chor schwer, das Werk aufzuführen, da Brummstimmen verwendet wurden. Deshalb bat der Dirigent Richard Heuberger Bruckner, das Werk zu überarbeiten. Bei der Überarbeitung des Werkes im Jahr 1879 fügte Bruckner eine Begleitung von Streichern und Blechblasinstrumenten hinzu. Am 10. Dezember 1879 fand unter Bruckners Leitung eine erneute Probe statt, der jedoch keine öffentliche Aufführung folgte. Die erste öffentliche Aufführung fand posthum 1902 in einer Transkription von Hans Wagner statt.
Das Originalmanuskript befindet sich im Archiv der Universitätssängerschaft „Barden zu Wien“. Wagners Transkription wurde 1902 von Doblinger, Wien herausgegeben. Die Originalfassung von 1876 ist in Band XXIII/2, Nr. 27 der Gesamtausgabe überliefert. Die revidierte Vertonung von 1879 ist in einem Anhang zu Band XXIII/2 der Gesamtausgabe enthalten.

## Text
Das hohe Lied basiert auf einem Text von Heinrich von der Mattig.
Im Tale rauscht die Mühle und stört des Wandrers Lied,

Bis er durch Waldesdunkel hinauf die Berge flieht.

Und immer ferner rauschet die Mühle tief im Tal.

Und immer kräft’ger schallet des Liedes Widerhall.

Die Höhe ist erklommen, jetzt ist das Lied allein

Und schwimmt auf luft’gen Wellen ins Abendrot hinein.

## Musik
Das 84-Takte lange Werk in As-Dur ist für doppelten Männerchor und 2 Tenor- und Baritonsolisten besetzt. Ähnlich wie Abendzauber, WAB 57, wird der erste Teil (44 Takte) von den Solisten mit einer Begleitung von Brummstimmen gesungen, die die raschelnde Mühle darstellen. Aus Die Höhe ist erklommen wird die Melodie vom Doppelchor übernommen.
Wegen der Schwierigkeiten bei der Aufführung (Brummstimmen), die während der Proben auftraten, fügte Bruckner 1879 eine Begleitung von Streichern (2 Violas, 2 Celli und Kontrabass) hinzu, um die Brummstimmen zu verstärken, und von Blechblasinstrumenten (4 Hörner, 3 Posaunen und einer Tuba), um den Doppelchor zu begleiten.

## Diskografie
Von Das hohe Lied gibt es noch keine kommerzielle Aufnahme.